# Cementindustrie

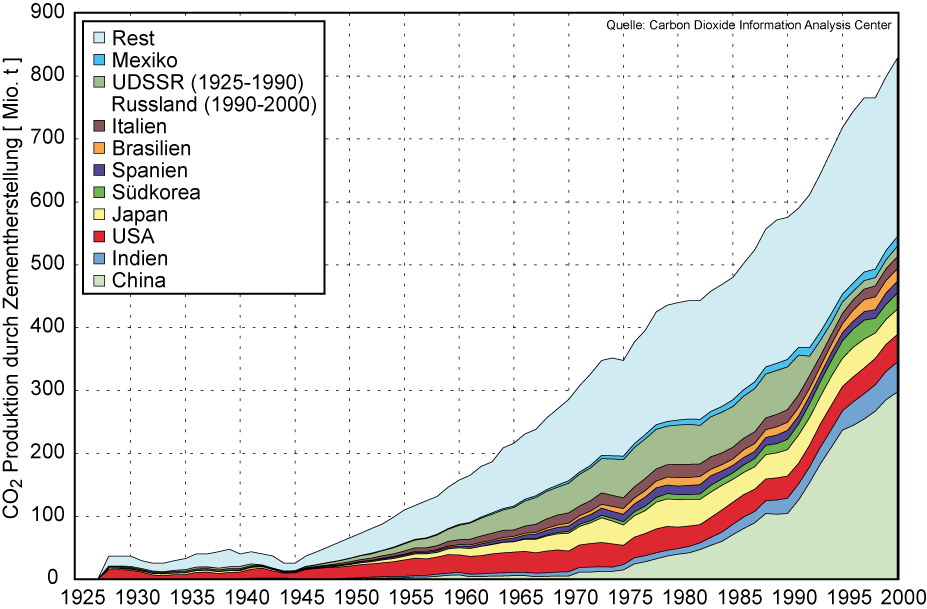
Wereldwijde cementproductie.

De cementindustrie is de industriële bedrijvigheid rond de productie van cement. Cement is een belangrijke grondstof in de bouw. De productie hiervan geschiedt doorgaans in cementfabrieken dicht bij kalkbronnen. Daarnaast vereist het productieproces brandstof en enkele overige grondstoffen, zodat cementfabrieken bij water of treinverbindingen te vinden zijn.

## Cementindustrie wereldwijd

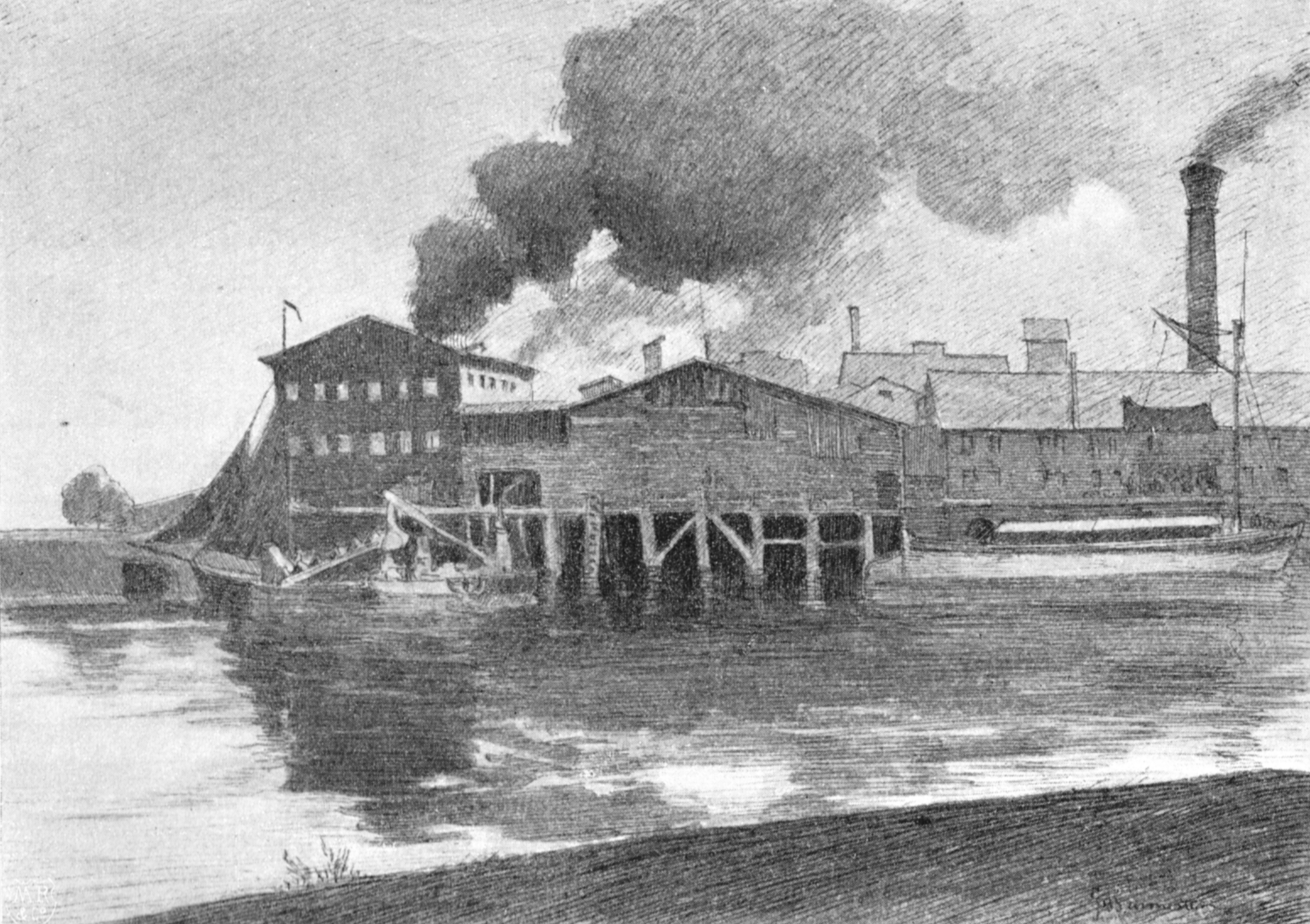
Vroegere cementfabriek in het Duitse Itzehoe van Alsen, opgegaan in Holcim, 1895

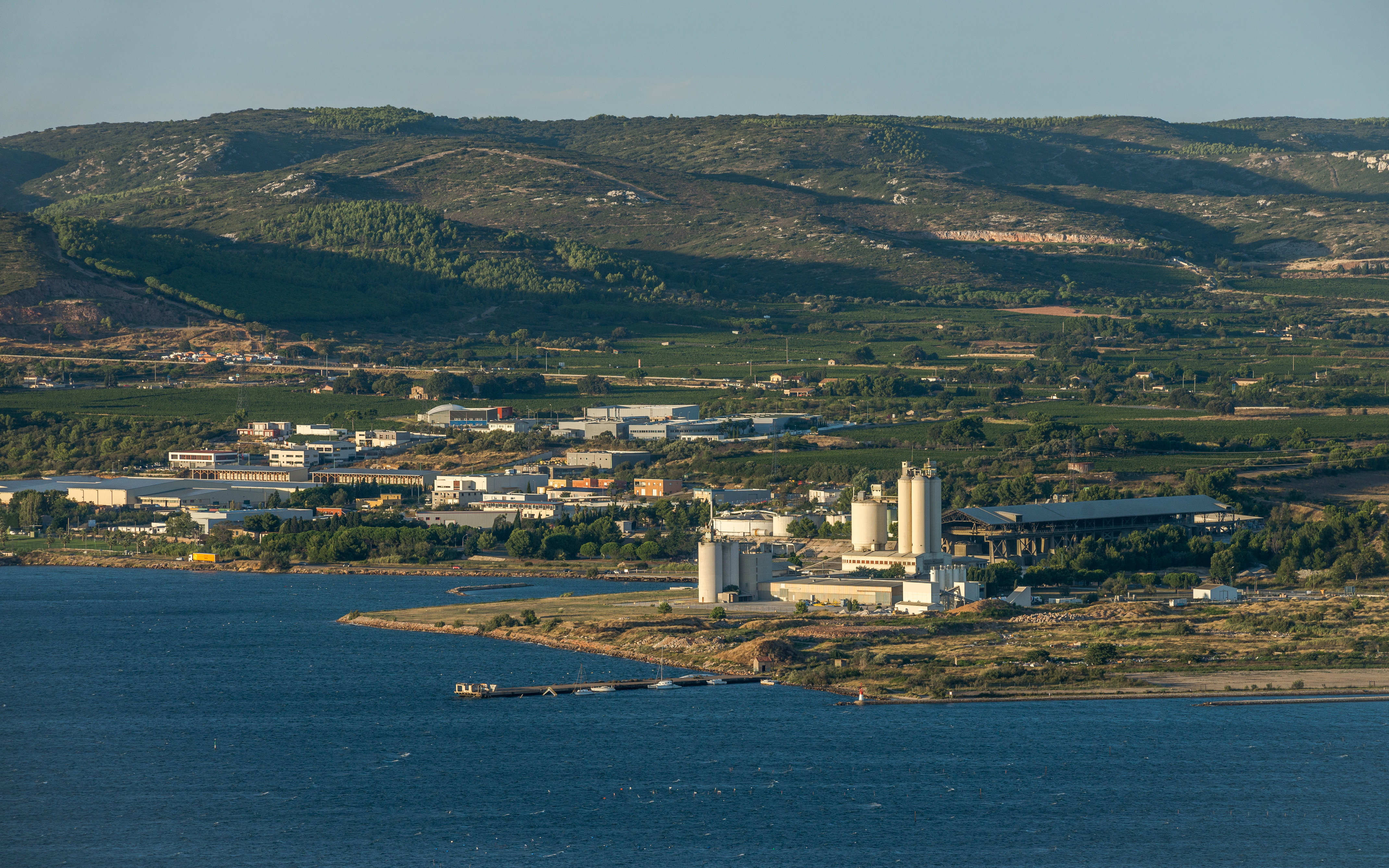
Fabriek Lafarge in het Franse Frontignan, 2013

De productie van cement loopt gelijk op met de economische ontwikkeling. Het tijdschrift "Global Cement Magazine" heeft op de rij gezet welke producenten van cement het grootste productievermogen hebben.
| Rang | Bedrijfsnaam       | Land        | Fabrieken | Capaciteit |
| ---- | ------------------ | ----------- | --------- | ---------- |
| 1    | Anhui Conch        | China       | 26        | 217        |
| 2    | Lafarge            | Frankrijk   | 134       | 205        |
| 3    | Holcim             | Zwitserland | 117       | 174        |
| 4    | CNBM               | China       | 80        | 128        |
| 5    | HeidelbergCement   | Duitsland   | 100       | 90         |
| 6    | Italcementi        | Italië      | 60        | 80         |
| 7    | Cemex              | Mexico      | 55        | 76         |
| 8    | Taiwan Cement Corp | Taiwan      | 6         | 64         |
| 9    | China Resources    | China       | 17        | 59         |
| 10   | Sinoma             | China       | 4         | 53         |
| 11   | UltraTech          | India       | 23        | 49         |
| 12   | Taiheiyo           | Japan       | 11        | 43         |
| 13   | Tianrui            | China       | 11        | 42         |
| 14   | Eurocement         | Rusland     | 30        | 40         |
| 15   | Jidong Development | China       | 9         | 37         |
| 16   | Shanshui           | China       | 21        | 36         |
| 17   | Buzzi              | Italië      | 32        | 36         |
| 18   | Cimpor             | Portugal    | 36        | 35         |
| 19   | Votorantim         | Brazilië    | 25        | 35         |
| 20   | Siam               | Thailand    | 6         | 31         |

## Geschiedenis

### Cementindustrie in België

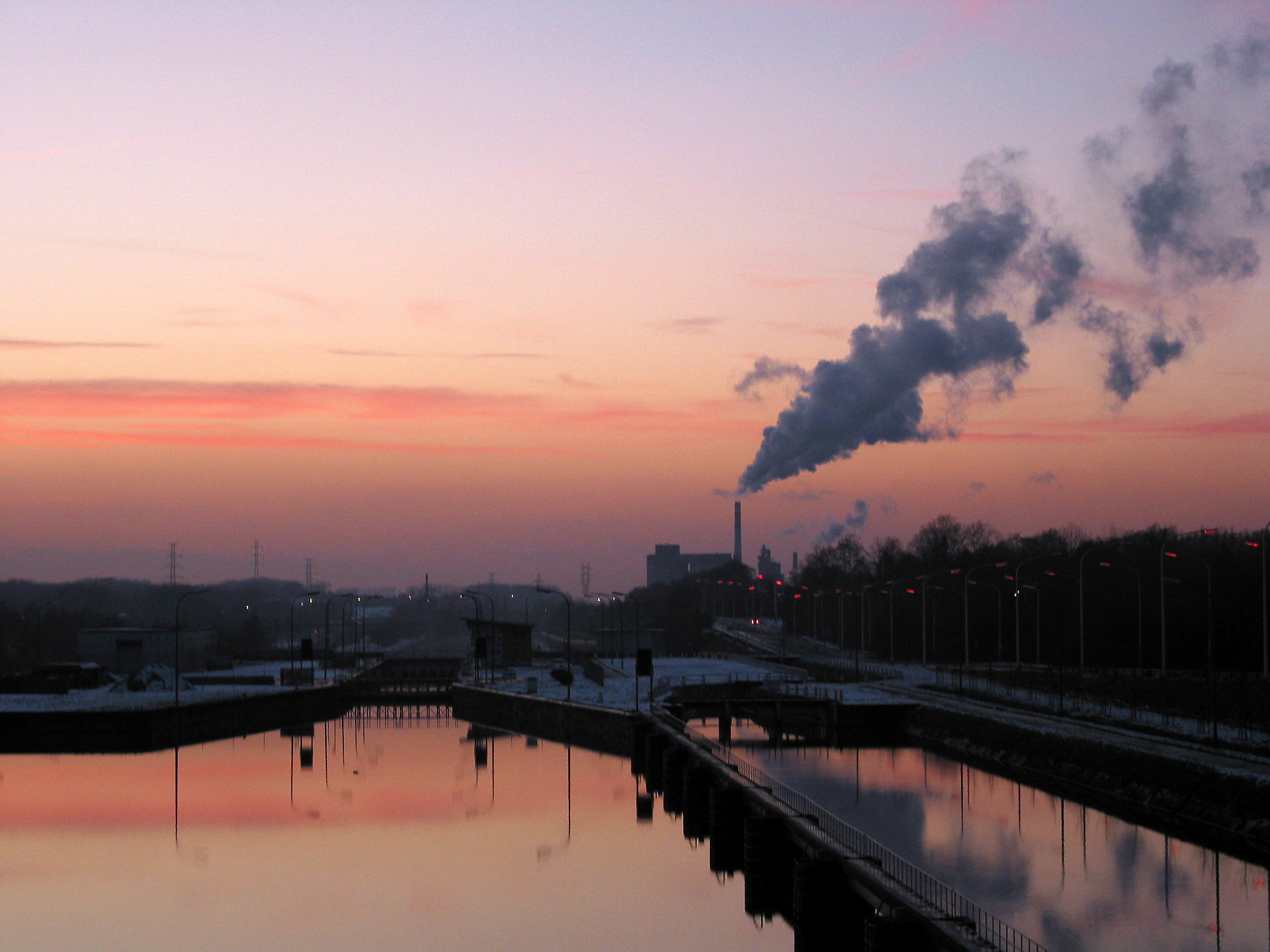
Holcim cementfabriek in Obourg (België).

De eerste cementfabriek in België dateert van 1872. Wegens het op grote schaal voorkomen van kalksteen is de Belgische cementindustrie van veel grotere omvang dan de Nederlandse. Hoewel de Belgische cementindustrie pas enige tijd na de Duitse op gang kwam, ontwikkelde ze zich vooral na 1890 zeer snel. In 1913 werd 1300 kton natuurcement en 1200 kton portlandcement geproduceerd. Dit was meer dan de binnenlandse behoefte, waardoor België een cement exporterend land werd. In het topjaar 1930 bedroeg de Belgische cementproductie 3000 kton Portlandcement, waarvan ruim de helft werd geëxporteerd.

### Cementindustrie in Nederland

#### Amsterdam en Utrecht
In 1783 werd door Adriaan de Booys het Amsterdamsch Cement, ook Kunst-cement of kleispecie genoemd, uitgevonden, bestaande uit gedroogde en gemalen baggerklei vermengd met kalk en water. De eerste cementfabriek (Ciment-Stookerij) kwam gereed te Amsterdam in 1790 en werd in 1800 stilgelegd. De productie ervan bedroeg ongeveer 1800 ton/jaar. In 1792 kwam een soortgelijke fabriek in Utrecht tot stand door toedoen van Unico Cazius. Deze was succesvol, maar sloot in 1840. Tijdens de Eerste Wereldoorlog heeft men opnieuw gepoogd om, wegens grondstofschaarste, een fabriek voor Amsterdamsch cement op te zetten, nu met J.A. van der Kloes als voortrekker.

#### Delfzijl
De eerste Nederlandse Portlandcementfabriek kwam in 1870 tot stand in Delfzijl door toedoen van Ellerius Roggenkamp. Deze is het stadium van proeffabriek nauwelijks ontgroeid, hoewel de resultaten succesvol waren. De lange aanvoerweg van de kalksteen vormde een probleem. In 1880 werd de fabriek gesloten.

#### Reese & Co. te Farmsum
In 1874 kwam, in het nabij Delfzijl gelegen Farmsum, de stoomcementfabriek van Sybrand Hoven in bedrijf. In 1883 ging zij verder onder de naam Reese & Co., doch na enige tijd werd de productie gestaakt.

#### NPC te Vijlen
Sinds 1875 werd in Vijlen door de firma Kalff, Van Rey en Scheins een mergelgroeve in gebruik genomen waarin een schachtoven (Aachen-Vijlener Portland Cement Werk) aanwezig was om van Kalksteen van Vijlen cementklinkers te produceren. Hieruit werd door malen een kleine hoeveelheid (ongeveer 950 ton/jaar) natuurcement vervaardigd, maar het meeste werd aan een cementfabriek te Aken verkocht. In 1894 werd de fabriek uitgebreid en ging N.V. Nederlandsche Portland-Cementfabriek (NPC) heten. Deze ging failliet in 1907 vanwege de hoge transportkosten van het product. In 1910 werd het bedrijf door Jan Habets overgenomen en produceerde 40 ton per dag (circa 8000 ton/jaar). De benodigde klei kwam uit Vaals. Tijdens de Eerste Wereldoorlog werd maximaal 15 kton/jaar geproduceerd. In 1921 werd deze fabriek gesloten. In 1927 werd ze echter opgekocht door de ENCI, die in 1926 was opgericht. Deze trachtte het bedrijf opnieuw te starten met 50 werknemers, maar kreeg problemen met de Vereenigde Cement Fabrieken (VCF), een kartel van Duitse en Belgische cementleveranciers voor de Nederlandse markt. Deze nam de aandelen over en legde het bedrijf op 16 juni 1929 voorgoed stil. Enkele restanten bleven bewaard.

#### Brantjes & Lankelma te Purmerend
In Purmerend kwam in 1882 een Portlandcementfabriek Brantjes & Lankelma tot stand onder toedoen van Cornelis Brantjes en Jan Lankelma. Krijt uit Visé (B) en klei uit de Zuiderzee vormden de grondstoffen. In 1891 werd de fabriek stilgelegd wegens de concurrentie uit het buitenland.

#### Maastrichtsche Zinkwit Maatschappij
Tijdens de Eerste Wereldoorlog was de import van cement aan ernstige beperkingen onderhevig. In 1917 begon men bij de Maastrichtsche Zinkwit Maatschappij met de vervaardiging van cement uit krijt en leisteen.

#### ENCI te Maastricht

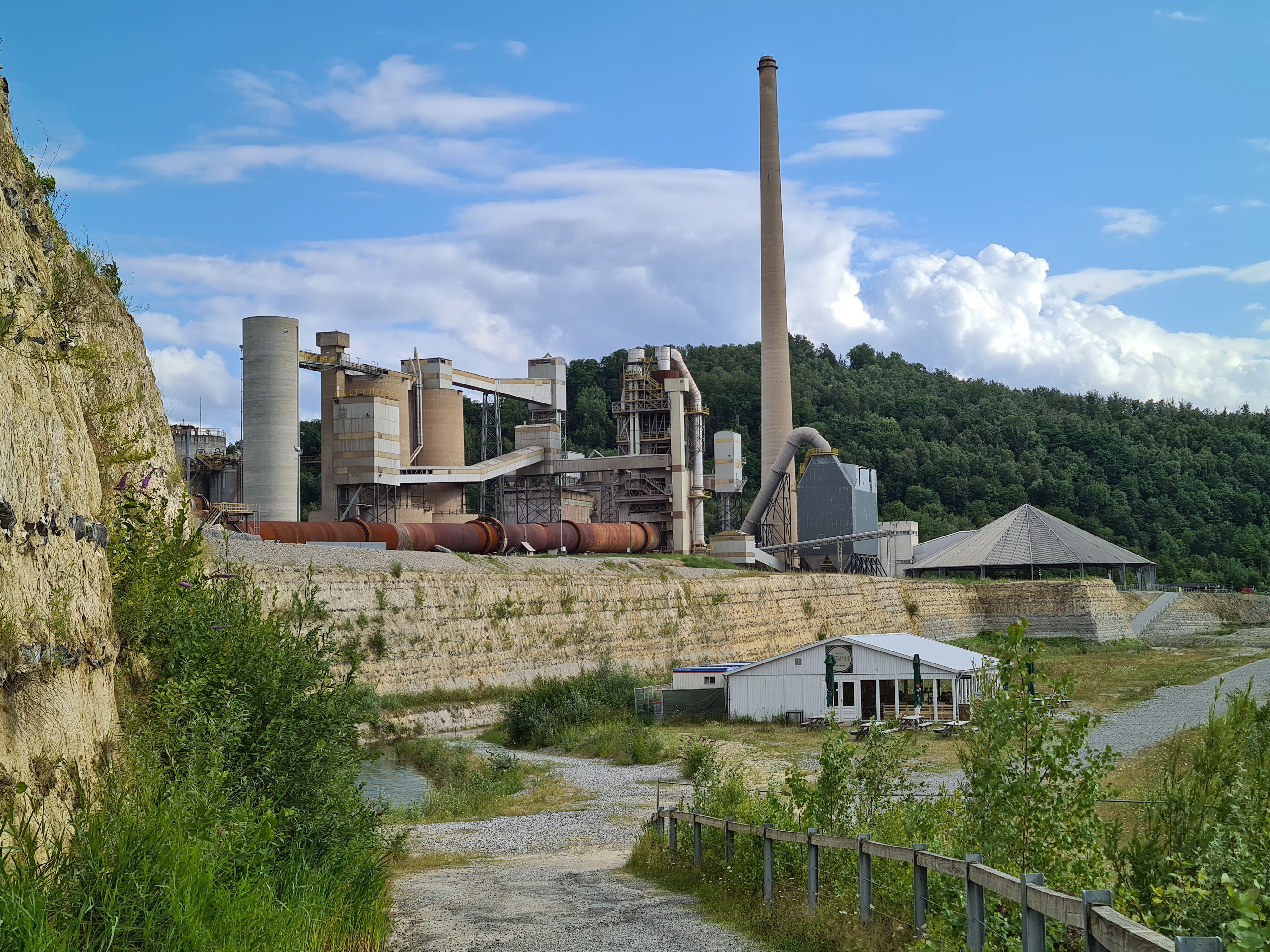
De ENCI met hellende draaioven (bruine buis) waarin de klinkers verhit worden tot 1450°C.

De ENCI ontstond als antwoord op de grondstoffenschaarste tijdens de Eerste Wereldoorlog. De overheidsstudie: Rapport betreffende de oprichting van eene Nederlandsche Cementfabriek stamt uit 1916. Oorspronkelijk zou het om een staatsbedrijf gaan, maar in 1923 begon een Belgisch consortium met het afgraven van de Sint-Pietersberg ter export naar de Belgische fabrieken van Cimenteries et Briqueteries Réunies (CBR) te Antwerpen. Het is deze maatschappij die samen met het Zwitserse Fabrique Agrovienne de Ciment Portland Holderbank-Wildegg en het Belgische Société Générale de Ciment et de Matériaux (Gecima) te Brussel een consortium vormen. Hieruit ontstond in 1924 de N.V. Eerste Nederlandsche Cementindustrie (ENCI). Op 7 september 1928 begon de productie.
In juni 2020 werd de productie bij ENCI gestaakt. Het fabrieksterrein van circa 33 hectare zal door het moederbedrijf HeidelbergCement worden verkocht. Er was een jaarlijkse productiecapaciteit van zo’n 900.000 ton cement en op het het hoogtepunt werkten er 1200 mensen. In de zomer van 2018 stopte ENCI met het winnen van mergel uit de Sint-Pietersberg en werd de fabriek afhankelijk van de aanvoer van grondstoffen. Dit leidde tot te hoge kosten waardoor in december 2019 het besluit viel de ENCI-vestiging te sluiten.

#### Cemij te Velsen
In 1930 werd te Velsen de Cemij gestart. Het was een gemeenschappelijk project van Hoogovens en ENCI. Het bijproduct hoogovenslak van het hoogovenbedrijf wordt omgezet in hoogovencement waarvoor ENCI de klinkers levert. In 1982 verkocht ENCI het aandelenbelang van 50% aan Hoogovens, maar in februari 1989 verkocht Hoogovens het hele bedrijf weer aan ENCI.

#### Robur te Rozenburg
In 1964 werd te Rozenburg de cementfabriek Robur gestart. Het was een gezamenlijk project van Koninklijke Hoogovens en ENCI, die al sinds 1930 samenwerkten in Cemij. In 1982 kwam Robur volledig in handen van ENCI. De fabriek is hernoemd naar ENCI Rotterdam en heeft een productiecapaciteit van 600.000 ton cement per jaar in 2021.